# Résolution 37 du Conseil de sécurité des Nations unies
Membres permanents
- Chine
- États-Unis
- France
- Royaume-Uni
- URSS

Membres non permanents
- Australie
- Belgique
- Brésil
- Colombie
- Pologne
- Syrie

Résolution no 36 Résolution no 38
La résolution 37 est une résolution du Conseil de sécurité de l'ONU qui a été votée le 9 décembre 1947 concernant la procédure relative à l'admission de nouveaux membres. Cette résolution porte sur les articles 58, 59 et 60 du chapitre X de la Charte ; et elle prévoit que : 
- tout état qui souhaite faire une demande d'adhésion, la présente au secrétaire général,
- le Conseil de sécurité étudie la demande et fait un rapport à l'Assemblée générale.

La résolution a été approuvée sans vote.

## Texte
- Résolution 37 sur fr.wikisource.org
- Résolution 37 sur en.wikisource.org